# Gustul dulce al succesului

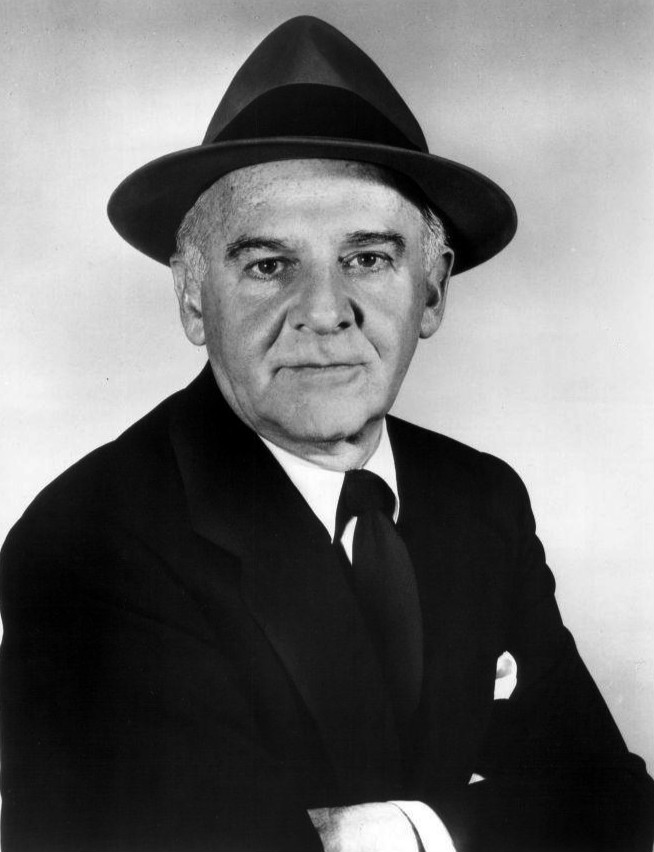
Filmul este bazat pe viața reală a lui Walter Winchell

Gustul dulce al succesului (engleză: Sweet Smell of Success) este un film american din 1957 produs de Hill-Hecht-Lancaster Productions și lansat de United Artists. Este regizat de Alexander Mackendrick, cu Burt Lancaster, Tony Curtis, Susan Harrison și Martin Milner în rolurile principale. Scenariul este realizat de Clifford Odets, Ernest Lehman și Mackendrick după o nuveletă de Lehman. Mary Grant este realizatorul costumelor.
Filmul spune povestea unui puternic cronicar de ziar J.J. Hunsecker (interpretat de Lancaster și în mod clar bazat pe Walter Winchell) care-și folosește legăturile pentru a distruge relația surorii sale cu un bărbat, relație pe care o consideră nepotrivită.
În ciuda unei primiri inițial proaste a filmului, Gustul dulce al succesului a fost considerat din ce în ce mai bun de-a lungul anilor de către spectatori și critici. În 1993, filmul a fost selectat pentru păstrarea în Registrul National de Film din Statele Unite de către Biblioteca Congresului ca fiind "cultural, istoric sau estetic semnificativ."
Gustul dulce al succesului: Muzicalul a fost creat de către Marvin Hamlisch, Craig Carnelia și John Guare în 2002. În anul următor, AFI l-a desemnat pe J.J. Hunsecker ca fiind pe locul 35 în clasamentul celor 50 cei mai răufăcători ca personaje de film din toate timpurile.

## Distribuție
- Burt Lancaster ca J. J. Hunsecker
- Tony Curtis ca Sidney Falco
- Susan Harrison ca Susan Hunsecker
- Martin Milner ca Steve Dallas
- Sam Levene ca Frank D'Angelo
- Chico Hamilton în rolul său
- Emile Meyer ca Harry Kello
- Barbara Nichols ca Rita